# 田代正明
田代 正明（たしろ まさあき、1941年12月16日 - ）は、日本の経営者。大京社長を務めた。佐賀県出身。

## 経歴
1965年に関西学院大学経済学部を卒業し、同年にオリエント・リース(現在のオリックス)に入社。1998年に執行役員に就任し、2002年に常務、2004年に専務を経て、2005年5月に大京社長に就任。2010年6月に退任。